# Isotelie
Isotelie (griech.: isotéleia = Gleichheit der Pflichten), bedeutete in der griechischen Antike die bürgerliche Gleichstellung eines Fremden mit den eigentlichen Bürgern.
Sie wurde in zwischenstaatlichen Verträgen vereinbart. Darin lag in der Regel eine besondere Gunst, die angesehenere Staaten gewährten.
Insbesondere in hellenistischer Zeit gehörten die Epigamie (Recht zur Heirat) und die Enktesis (das Recht zum Grundstückserwerb im Inland) zu den wichtigsten Vertragsbestimmungen bei derartigen Vereinbarungen. Ein Beispiel für einen solchen Vertrag ist der Grenz-, Isopolitie- und Bündnisvertrag zwischen Aitolischem und Akarnanischem Bund 263/62 v. Chr.
Im Mittelalter wurde mit dem Ausdruck Isotelie eine Vergünstigung bezeichnet, wodurch die Schutzgenossen (Hintersassen) in Bezug auf Leistungen an den Staat den Bürgern gleichgestellt wurden und auch Grundeigentum erwerben durften, ohne dass sie deswegen in die Rechte des Staatsbürgertums eintraten.